# Mitch McConnell
Addison Mitchell McConnell , Jr., detto Mitch (Sheffield, 20 febbraio 1942), è un politico statunitense, senatore senior per lo stato del Kentucky dal 1985. In precedenza, McConnell ha lavorato come Procuratore della Contea di Jefferson dal 1977 al 1985 e ancor prima come assistente del Procuratore generale degli Stati Uniti d'America per l'ufficio degli affari legislativi nel 1975, durante l'amministrazione Ford. Nella propria permanenza al Senato, McConnell ha ricoperto cariche apicali, come quella di Whip dal 2003 al 2007 e quella di Leader dal 2007 al 2025 in rappresentanza del Partito Repubblicano.
Pur avendo sostenute molte delle politiche interne ed estere della prima presidenza di Donald Trump, McConnell ha epresso una posizione critica nei confronti dei tentativi con Trump ha provato a ribaltare l'esito delle elezioni presidenziali del 2020 e, nonostante abbia votato per l'assoluzione di Trump durante il secondo processo di impeachment, motivandolo con ragioni giuridiche legate alla costituzionalità dell'impeachment di un ex presidente, lo ha ritenuto "praticamente e moralmente responsabile" per l'assalto al Campidoglio degli Stati Uniti del 6 gennaio 2021.
Nel 2015, 2019 e 2023 Time ha annoverato McConnell nella Timme100, la lista delle 100 persone più influenti al mondo.

## Biografia

### Primi anni
McConnell è nato a Sheffield, in Alabama, da Addison Mitchell McConnell (1917-1990) e Julia Odene Shockley (1919-1993). È poi cresciuto nella vicina Athens, in Alabama, dove suo nonno, Robert Hayes McConnell Sr., e il suo omonimo prozio, Addison Mitchell McConnell, possedevano la McConnell Funeral Home. È di origini scozzesi-irlandesi e inglesi. Uno dei suoi antenati ha combattuto dalla parte americana nella guerra d'indipendenza americana.
Nel 1944, all'età di due anni, la parte superiore della gamba sinistra di McConnell fu paralizzata da un attacco di poliomielite. Ha ricevuto cure presso il Roosevelt Warm Springs Institute for Rehabilitation. Il trattamento, potenzialmente, lo ha salvato dall'essere disabile per il resto della vita. McConnell ha detto che la sua famiglia "è quasi fallita" per sostenere i costi legati a quella sua malattia.

Il Presidente Ronald Reagan in un incontro con McConnell nella Sala Ovale, marzo 1987

Nel 1950, quando aveva otto anni, la sua famiglia si trasferisce da Athens ad Augusta, in Georgia, dove suo padre, che era nell'esercito, era di stanza a Fort Gordon. Nel 1956 la sua famiglia si trasferisce a Louisville, nel Kentucky, dove lui ha frequentato la duPont Manual High School. Nel 1964 si è laureato con lode presso l'Università di Louisville in scienze politiche. Si è poi laureato anche in giurisprudenza nel 1967 all'Università del Kentucky.
McConnell partecipò alla marcia su Washington per il lavoro e la libertà, in cui Martin Luther King tenne il discorso I have a dream. Nel 1964, all'età di 22 anni, partecipò a varie manifestazioni per i diritti civili, incontrando il senatore John Sherman Cooper. Ha ricordato come il suo tempo con Cooper lo abbia ispirato a candidarsi al Senato più tardi nella vita.

### Carriera militare
Entrò nella 100ª divisione della US Army Reserve, a Louisville, nel Kentucky, durante il suo ultimo semestre di università.

## Senato degli Stati Uniti (1985-presente)

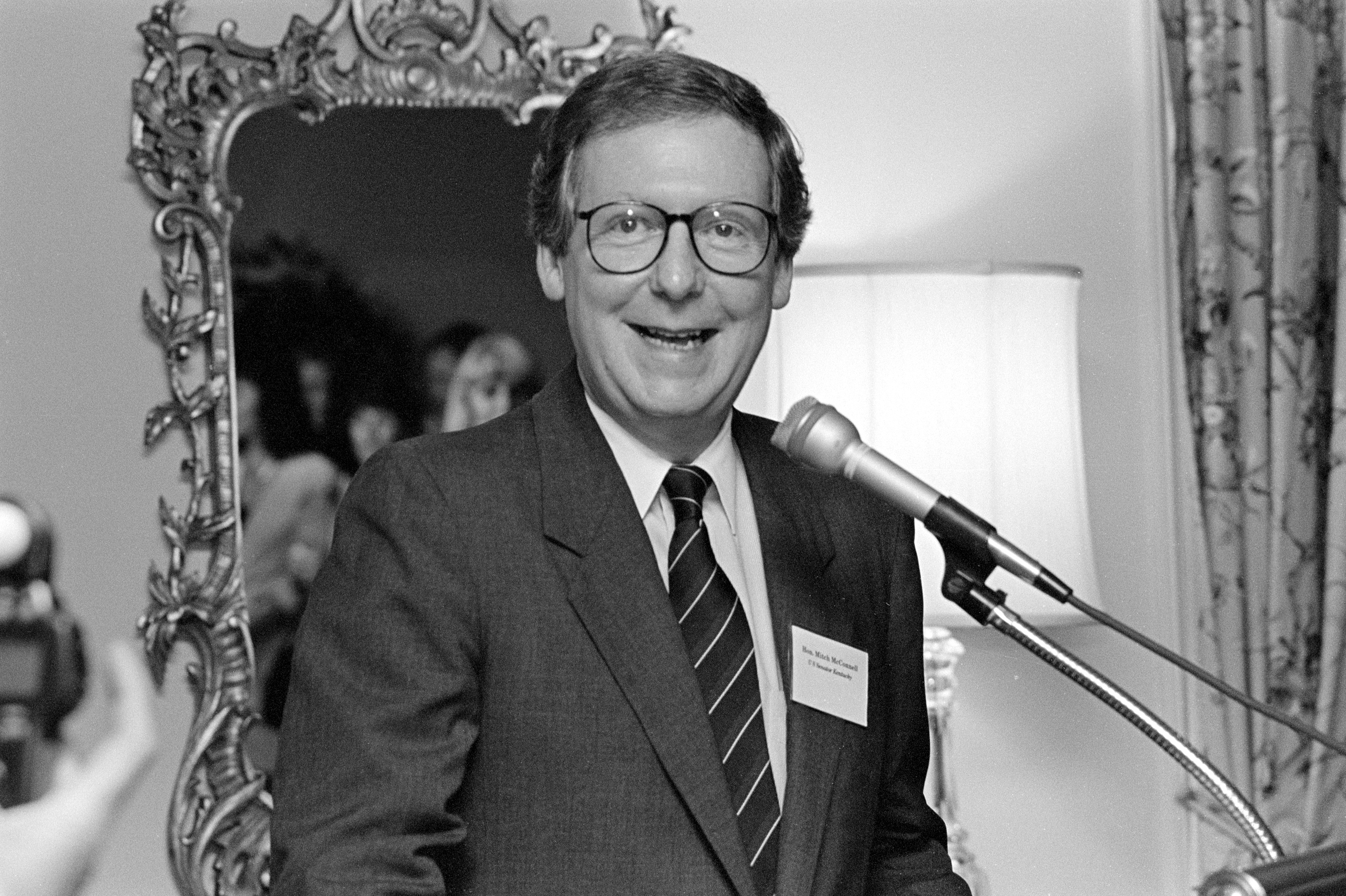
Mitch McConnell nel 1992

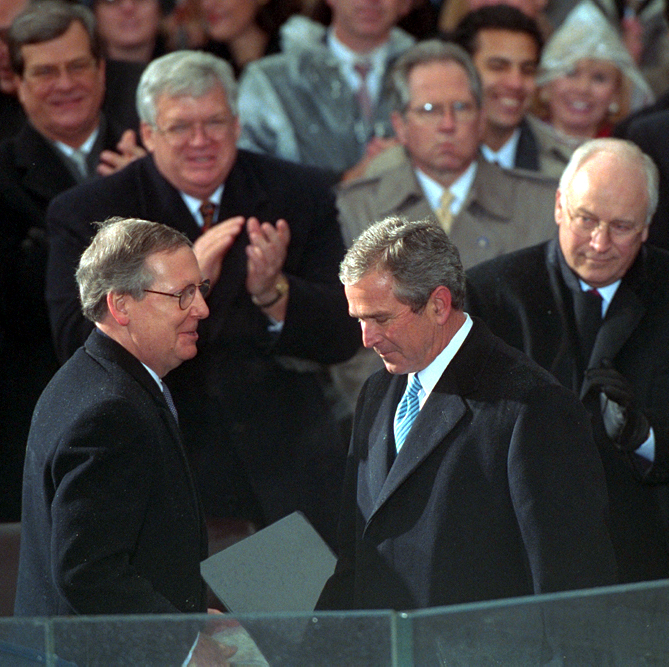
Il Presidente George W. Bush stringe la mano a McConnell, gennaio 2001

Nei suoi primi anni come politico nel Kentucky, McConnell era considerato un repubblicano pragmatico e moderato, ma nel corso del tempo si è spostato a destra ed è diventato più conservatore. Secondo uno dei suoi biografi, McConnell si trasformò "da un repubblicano moderato che sosteneva il diritto all'aborto e i sindacati dei dipendenti pubblici, all'incarnazione dell'ostruzionismo partigiano e dell'ortodossia conservatrice a Capitol Hill". McConnell è stato descritto da molti come un ostruzionista.
Dal 1997 al 2001, McConnell è stato presidente del National Republican Senatorial Committee, l'organismo incaricato di garantire le vittorie elettorali dei repubblicani. Il 12 febbraio 1999, fu uno dei cinquanta senatori a votare per condannare e rimuovere Bill Clinton dall'incarico. È stato eletto per la prima volta come Majority Whip nel 108º Congresso ed è stato rieletto all'unanimità il 17 novembre 2004. Il leader della maggioranza al Senato, Bill Frist, non ha chiesto la rielezione nelle consultazioni del 2006. A novembre, dopo che i repubblicani avevano perso il controllo del Senato, Connell fu eletto come leader della minoranza. Una volta che il controllo del Senato era tornato in mano repubblicana in seguito alle elezioni senatoriali del 2014, McConnell è diventato il leader della maggioranza al Senato. Nel giugno 2018 è diventato il più longevo leader repubblicano al Senato nella storia degli Stati Uniti. McConnell è il secondo kentuckiano a essere leader del partito al Senato (dopo che Alben W. Barkley aveva guidato i Democratici dal 1937 al 1949) ed è il senatore statunitense del Kentucky più longevo della storia.
McConnell ha la reputazione di abile stratega politico e tattico. Questa reputazione è calata dopo che i repubblicani non sono riusciti ad abrogare l'Affordable Care Act (Obamacare) nel 2017 durante, il consolidato controllo repubblicano del governo.
Il 21 febbraio 2025 ha annunciato che, dopo sette mandati come senatore per il Kentucky, non si ricandiderà più per il seggio terminando così la sua carriera politica. McConnell detiene il primato di essere il leader di partito al Senato più longevo della storia degli Stati Uniti guidando il partito repubblicano per 16 anni.

## Vita privata
McConnell è un cristiano battista del sud, battezzato all'età di 8 anni. È stato sposato con Sherrill Redmon dal 1968 al 1980 e ha avuto tre figlie, Porter, Eleanor (Elly) e Claire. Dopo il divorzio da McConnell, Sherrill è diventata una studiosa femminista allo Smith College e direttrice della Sophia Smith Collection. La sua seconda moglie, sposata nel 1993, è Elaine Chao, politica repubblicana, dal 2017 al 2021 Segretario dei Trasporti degli Stati Uniti d'America nell'amministrazione di Donald Trump e segretario al lavoro dal 2001 al 2009, durante la presidenza di George W. Bush.